# З моєї шкіри
«З моєї шкіри» (Aus meiner Haut) — німецька психологічна науково-фантастична драма, знята Алексом Шаадом і випущена в прокат у 2022 році.

## Про фільм
На перший погляд Лейла і Трістан здаються щасливою молодою парою.
Але коли вони подорожують на таємничий віддалений острів, починається гра ідентичностей, яка змінює все.

## Знімались
| Актор         | Роль    |
| ------------- | ------- |
| Мала Емде     | Лейла   |
| Йонас Дасслер | Трістан |
| Дімітрій Шаад | Мо      |
| Мар'ям Зарі   | Фабієнн |
| Едгар Зельге  | Стелла  |
| Адам Бусдукос | капітан |
| Алекс Шаад    | Екстра  |